# リリアーナ・カヴァーニ
リリアーナ・カヴァーニ（Liliana Cavani, 1933年1月12日 - ）は、イタリア・カルピ出身の女性映画監督・脚本家。

## 主な脚本・監督作品
- Francesco d'Assisi （1966年）
- Galileo （1969年）
- I cannibali （1970年）
- L'ospite （1972年）
- 愛の嵐 Il Portiere di notte （1973年）
- ミラレパ Milarepa （1974年）
- ルー・サロメ/善悪の彼岸 Al di là del bene e del male （1977年）
- 狂える戦場 La Pelle （1980年）
- 愛の謝肉祭 Oltre la porta （1982年）
- 卍/ベルリン・アフェア The Berlin Affair （1985年）
- フランチェスコ Francesco （1989年）
- Dove siete? Io sono qui （1993年）
- リプリーズ・ゲーム - Ripley's Game （2002年）